# Ladjedelnica Uljanik
Uljanik je hrvaška ladjedelnica in podjetje v mestu Pulj. Ustanovljena je bila leta 1856 v tedanji Avstroogrski, ki je potrebovala ladjedelnico (Seearsenal Pola) za svojo vojno mornarico. Temeljni kamen je postavila 9. decembra 1856 cesarica Elizabeta in ta datum štejejo za rojstni dan ladjedelnice. 5. oktobra 1858 so splovili prvo linijsko ladjo SMS Kaiser (1858), z nosilnostjo 5194 ton, zatem so zgradil in splovili za Avstrijsko vojno mornarico še 55 ladij.
Poimenovana je po majhnem otočku Uljaniku, na katerem so poprej bili nasadi oljk, zatem pa so ga povsem spremenili v ladjedelnico in ohranili samo eno oljko kot simbol.
V časih italijanske zasedbe so v ladjedelnici popravljali ladje in razrezovali stare ladje, med nemško okupacijo v drugi svetovni vojni pa je bila v Pulju locirana nemška pomorska vojaška baza. Od leta 1947 so ladjedelnico prenovili in leta 1951 končali prvo novogradnjo. Od leta 1947 do 1998 so zgradili 194 novih ladij s skupno nosilnostjo 6 milijonov ton (DWT)
Po Hrvaški samostojnosti od leta 1990 naprej so jo spremenili v delniško družbo. 
Podjetje Uljanik načrtuje in gradi vse vrste ladij: od supertankerjev, ladij za razsuti tovor, ladij za prevoz vlakov, tovornjakov, avtov in potnikov.
Razvili so tudi tehnolgijo izgradnje velikih supertankerjev (VLCC), trup zgradijo v dveh delih, ki jih potem združijo na vodi. Največji ladji so bili Tarfala (275 000 ton nosilnosti) in Kanchenjunga (277 120 ton nosilosti). 

## Ladje zgrajene v Uljaniku
- MS Berge Vanga
- MS Berge Istra